# Lissepipona variabilis
Lissepipona variabilis är en stekelart som beskrevs av Giordani Soika 1995. Lissepipona variabilis ingår i släktet Lissepipona och familjen Eumenidae. Inga underarter finns listade i Catalogue of Life.